# 四季童子
四季童子（日语： Shikidōji，8月3日—），日本插畫家。女性。居住於愛知縣。

## 概要
四季童子以《驚爆危機！》系列的插畫而聞名。
此外，她也為《Seven Fortress》、《Monster Collection》等TRPG繪製插畫，每隔一期就登上TRPG雜誌《Gamers Field》的封面。她之前曾為《PRG Magazine》（符石之謎等）創作插圖。
在「這本輕小說真厲害！ 2008」中，她在插畫家部門排名第四。
在上述的《驚爆危機！》中她有很多機會畫男性角色，但在其它作品中她有更多機會畫女性角色。
她的筆名「四季童子（しきどうじ）」是她在成為職業作家之前使用的筆名「THE（ざ）·四季童子（ざ·しきわらし→ざしきわらし）」，但在有一次，她放棄了「THE（ざ）」，只使用「四季童子」。

## 作品列表

### 畫冊
- 四季童子畫冊 -Colorful wind 風之色（富士見書房，2002年5月 ISBN 4-8291-9126-0）

### 插圖、插畫
- 驚爆危機！（著：賀東招二，〈富士見Fantasia文庫〉）
- 消閑的挑戰者（日语：消閑の挑戦者）（著：岩井恭平，〈角川Sneaker文庫〉）
- 壯麗的黎明（日语：グロリアスドーン）（著：司卓，〈HJ文庫〉）
- 龍捲風！（日语：トルネード!）（著：伊吹秀明，〈HJ文庫〉）
- Monster Collection小說 耶魯篇、艾鲁利庫篇、瑪麗雅篇（著：北澤慶（日语：北沢慶），〈富士見Fantasia文庫〉）
- 變換多姿的少女（著：內藤涉（日语：内藤渉），〈富士見Fantasia文庫〉）
- （著：後池田真也，〈角川Sneaker文庫〉）
- （著：後池田真也，〈角川Sneaker文庫〉）
- （著：友野詳，〈朝日小說（日语：朝日ノベルズ）〉）
- 異世界迷宮裡的後宮生活（著：蘇我捨恥，〈英雄文庫〉）
- Variable Axel（著：七條剛（日语：七条剛），〈GA文庫〉）
- 七星的刻印使（日语：セブンスターズの印刻使い）（著：涼暮皐，〈HJ文庫〉）
- 傭兵團的伙房兵（著：川井昂，〈英雄文庫〉）
- （著：一江左重，〈KADOKAWA BOOKS（日语：カドカワBOOKS）〉）
- （著：真安一，〈Saga Forest（日语：サーガフォレスト）〉）
- （著：花音，〈SQEX Nobel（日语：SQEXノベル）〉）

#### 遊戲參與
- Battle Spirits（魔女ナージャ）
- 悠久的車輪（日语：悠久の車輪）
- 聖火降魔錄0（日语：ファイアーエムブレム0）（Intelligent System、任天堂[1]）
  - 「暗黑龍與光之劍」—希達（日语：シーダ）卡片的繪製[2]。

### 遊戲
- Ahldiyrn ～消失的諸神遺產
- 卒業Cross World（日语：卒業 (ゲーム)#卒業クロスワールド）（卒業系列之一）
- Seven Fortress（日语：セブン＝フォートレス）
  - 阿爾賽爾的冰砦（日语：アルセイルの氷砦）
  - 財富的海砦（日语：フォーチューンの海砦）
  - 萊因的闇砦（日语：リーンの闇砦）
- 阿麗安蘿德傳奇 REPLAY BREAK（日语：アリアンロッド・サガ#アリアンロッド・サガ・リプレイ・ブレイク）
- 聖火降魔錄 覺醒 純潔女王艾琳西亞 (異界的純潔女王)（日语：クリミア王国#王宮）（追加內容的新插圖）
- 戀愛與學園TRPG Elysion（日语：恋と冒険の学園TRPG エリュシオン）
- 超級機器人大戰系列（《驚爆危機！》人物原畫設定）
  - 第3次超級機器人大戰Z 天獄篇
  - 超級機器人大戰V
- 魔天傳承～Das∴Sephira（交換卡片插圖）

## 外部連結
- （日語）—四季童子的官方個人部落格。
- 四季童子的X（前Twitter） （日語）